# سیارک ۱۲۱۴۷
سیارک ۱۲۱۴۷ (به انگلیسی: 12147 Bramante، نامگذاری:6082P-L)۱۲۱۴۷مین سیارک کشف شده‌است که در ۲۴ سپتامبر ۱۹۶۰ کشف شد.